# (4857) Altgamia
(4857) Altgamia es un asteroide perteneciente al cinturón de asteroides, descubierto el 29 de marzo de 1984 por Carolyn Shoemaker desde el Observatorio del Monte Palomar, Estados Unidos.

## Designación y nombre
Designado provisionalmente como 1984 FM. Fue nombrado Altgamia en homenaje a "Andrew L. T." y "Angela Maria Chiarappa Green", hijo y esposa de D. W. E. Green, quien participó en el descubrimiento de este asteroide.

## Características orbitales
Altgamia está situado a una distancia media del Sol de 2,357 ua, pudiendo alejarse hasta 2,896 ua y acercarse hasta 1,817 ua. Su excentricidad es 0,228 y la inclinación orbital 24,47 grados. Emplea 1321 días en completar una órbita alrededor del Sol.

## Características físicas
La magnitud absoluta de Altgamia es 13. Tiene 6,192 km de diámetro y su albedo se estima en 0,349.